# Billy the Kid (seriealbum)
Billy the Kid är ett Lucky Luke-album från 1962. Det är det 20:e albumet i ordningen, och har nummer 7 i den svenska utgivningen.

## Handling
Lucky Luke och Jolly Jumper anländer till staden Fort Weakling, och finner innevånarna slagna i skräck för den unge Billy the Kid. Trots att Billy i mångt och mycket fortfarande är ett barn - han är bl.a. barnsligt förtjust i sagor och röda karameller - så håller han ändå staden i ett järngrepp tack vare sin skicklighet med pistolerna och sitt häftiga temperament. Bybornas rädsla för Billy innebär att ingen vågar vittna mot honom, men Luke beslutar sig ändå för att sätta honom bakom lås och bom.

## Svensk utgivning
- Morris; Goscinny, René, (översättare: Veronica Schildt-Bendjelloul) (1972). Billy the Kid. Lucky Lukes äventyr: 7. Stockholm: Albert Bonniers förlag. Libris 7143732. ISBN 91-0-037645-0
- Andra upplagan, 1973
- Tredje upplagan, 1987, Bonniers Juniorförlag. ISBN 91-48-37645-0
- Fjärde upplagan, 2007, Egmont Serieförlaget. ISBN 978-91-7134-525-7
- I Lucky Luke – Den kompletta samlingen ingår albumet i "Lucky Luke 1960–1961". Libris 9600272. ISBN 91-7269-480-7
- Den svenska utgåvan trycktes även som nummer 22 i Tintins äventyrsklubb (1986). Libris 7674035. ISBN 91-7904-200-7
- Serien återtrycktes också i "Jag Lucky Luke" (1982)